# Locmariaquer
Locmariaquer (bretonisch: Lokmaria-Kaer) ist eine französische Gemeinde mit 1.567 Einwohnern (Stand 1. Januar 2022) im Département Morbihan in der Region Bretagne, die vor allem wegen der vielen eindrucksvollen Monumente aus der Megalithzeit international bekannt geworden ist.

## Lage
Locmariaquer liegt etwa zehn Kilometer (Fahrtstrecke) südlich von Auray auf einer Halbinsel, die den Atlantik vom Golf von Morbihan trennt. Der Ort liegt auf Meereshöhe und etwa zwölf Kilometer von Carnac entfernt. Das Gemeindegebiet gehört zum Regionalen Naturpark Golfe du Morbihan.

## Geschichte
Wie aus den vielen bedeutenden Großsteinbauten zu erschließen ist (Dolmen von Kercadoret, Les Pierres-Plates, Mané-er-Hroëk, Dolmen an der Pointe Er Hourél), muss das Gebiet des Golfs von Morbihan in der Zeit der Megalithkulturen eine wichtige Rolle gespielt haben, wobei die Tatsache von Bedeutung ist, dass viele ältere Großmenhire (Grand Menhir) in der Zeit um 4200 v. Chr. – wahrscheinlich absichtlich – umgestürzt wurden; die entstandenen Teilstücke wurden als Deckplatten (teilweise auch als Orthostaten) in den im Ort liegenden Dolmen (Er Grah, Mané Lud, Mané Retual, Table des Marchand) wiederverwertet. Vor dem Zugang zur Table des Marchand und im Dolmen von Kercadoret wurden – als einige der wenigen Artefakte aus der Bronzezeit – eine Bronzeaxt bzw. Speer- und Pfeilspitzen aus Bronze gefunden; möglicherweise fand in dieser Epoche (vielleicht auch schon früher) eine Umnutzung der Dolmen statt.
Aus römischer Zeit stammen die spärlichen Überreste eines Theaters, eines Aquädukts und einer Thermenanlage innerhalb der heutigen Gemeinde, die bei Ausgrabungsarbeiten Ende des 19. Jahrhunderts entdeckt, dann aber größtenteils wieder verschüttet wurden. Auf den Grundmauern eines römischen Kleintempels wurde die Chapelle Saint-Michel errichtet; aus dem 11./12. Jahrhundert stammt die Kirche Notre-Dame-de-Kerdro. Im Mittelalter und in der Neuzeit war der Ort stets besiedelt, spielte allerdings keine bedeutende wirtschaftliche, politische oder kulturelle Rolle mehr.

## Bevölkerungsentwicklung
| Jahr      | 1968 | 1975 | 1982 | 1990 | 1999 | 2006 | 2019 |
| Einwohner | 1265 | 1288 | 1278 | 1309 | 1367 | 1598 | 1552 |

Beinahe während des gesamten 19. Jahrhunderts hatte der Ort um die 2000 Einwohner.

## Sehenswürdigkeiten
Megalithzeit

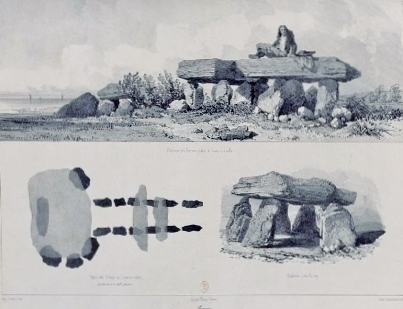
Skizze des zerstörten Dolmens "Table de César"

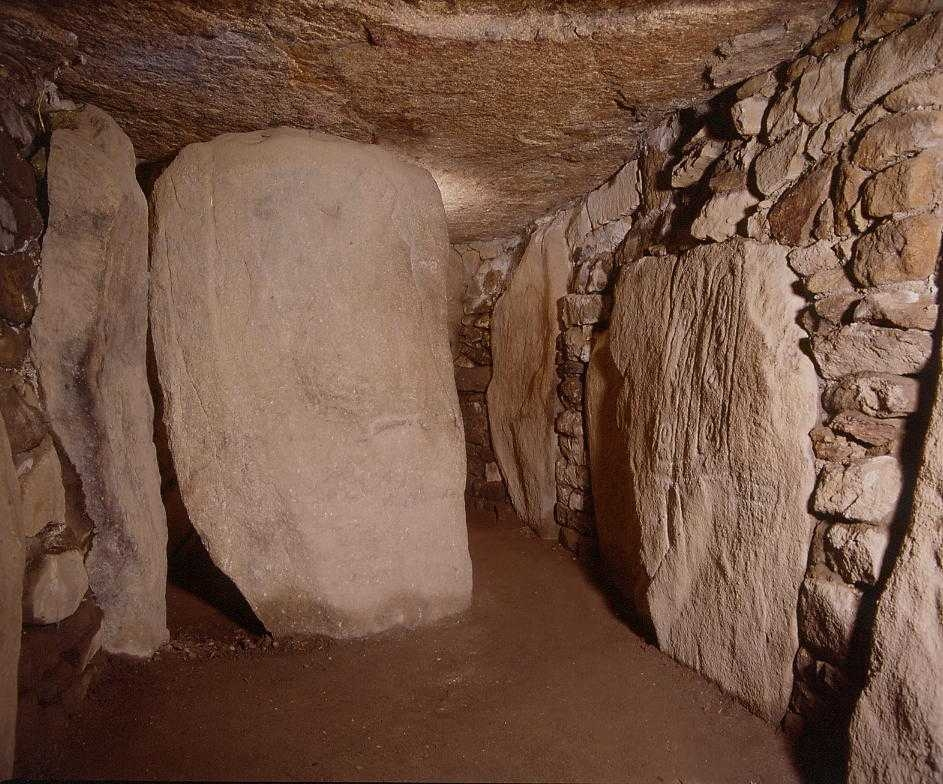
Dolmen Les Pierres-Plates

Die Zerstörung vieler Denkmäler wird von Präsident de Robien berichtet, der zwischen 1727 und 1737 Ausgrabungen leitete. So wurde beim Bau des Stadthauses und der Kartause von Auray und des Mausoleums von Cadoudal auf die Steine der Dolmen von Locmariaquer zurückgegriffen. Nach den Ausgrabungen in den 1860er Jahren wurde sich der Staat ihres historischen Wertes bewusst und erwarb 1882 Megalithanlagen von Locmariaquer und ließ sie 1889 in die Liste der historischen Denkmäler eintragen. Zu Beginn des 20. Jahrhunderts führte der Archäologe Zacharie Le Rouzic mehrere Ausgrabungen durch.
Der Ort mit seinen vielen Sehenswürdigkeiten aus der Epoche der Megalithkulturen ist heute Ziel vieler Touristen; die bedeutendsten Monumente dieser Zeit sind:
- Table des Marchand (Dolmen und Cairn)
- Grand Menhir-Brisé (zerbrochener Menhir)
- Er Grah (Dolmen und Tumulus)
- Mané Lud (Dolmen und Tumulus)
- Mané Rutual (Ganggrab)
- Les Pierres-Plates (Ganggrab)
- Mané-er-Hroek (Grotte und Tumulus)

Der Menhir couché von Bronso ist ein zerbrochener Menhir im Nordwesten von Locmariaquer
Mittelalter

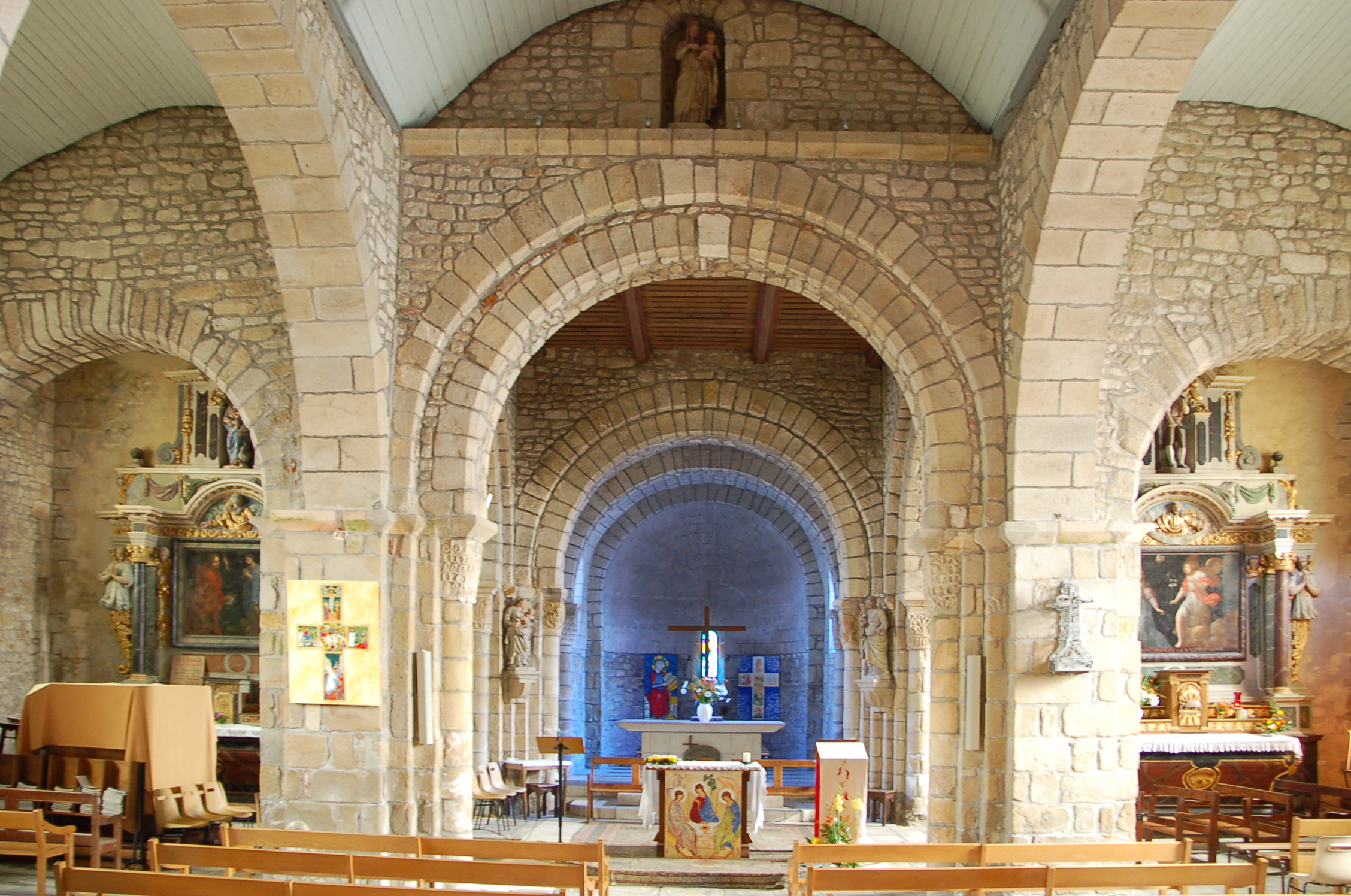
Kirche Notre-Dame-de-Kerdro

- Katholische Pfarrkirche Notre-Dame-de-Kerdro mit romanischer Vierung und Apsis und romanischen Kapitellen (Monument historique[1])
- Etwas außerhalb des Ortskerns befinden sich zwei idyllisch gelegene Kapellen (Chapelle Saint-Pierre und die Chapelle du Moustoir)

## Wirtschaft

### Austernzucht
Seit dem Ende des 19. Jahrhunderts wird im Golf von Morbihan Austernzucht betrieben, wobei inzwischen nur noch die Anzucht der Jungmuscheln eine bedeutende wirtschaftliche Rolle spielt. Noch existieren etwa 30 Kleinbetriebe, die nach der – durch Parasitenbefall verursachten – Austernkrise in den Jahren 1973/74 auf japanische und pazifische Austern ausgewichen sind. In den Jahren nach 2006 gab es jedoch erneut eine Austernkrise in Frankreich. Locmariaquer hatte früher einen kleinen Fischereihafen; mittlerweile gelten der Ort und seine Umgebung als gute Plätze für Angler. Das Hinterland wird landwirtschaftlich genutzt.

### Tourismus
Der klimatisch stabile Süden der Bretagne mit seinen vielen Buchten und Sandstränden lockte bereits vor dem Zweiten Weltkrieg viele französische Urlauber an. Seit den 1960er Jahren nimmt die Bedeutung des Tourismus für das Wirtschaftsleben mehr und mehr zu. Auch in der näheren Umgebung von Locmariaquer (Saint-Philibert, La Trinité-sur-Mer, Carnac, Halbinsel Quiberon) gibt es viele Sandstrände und Yachthäfen sowie kleinere Pensionen und größere Hotels.

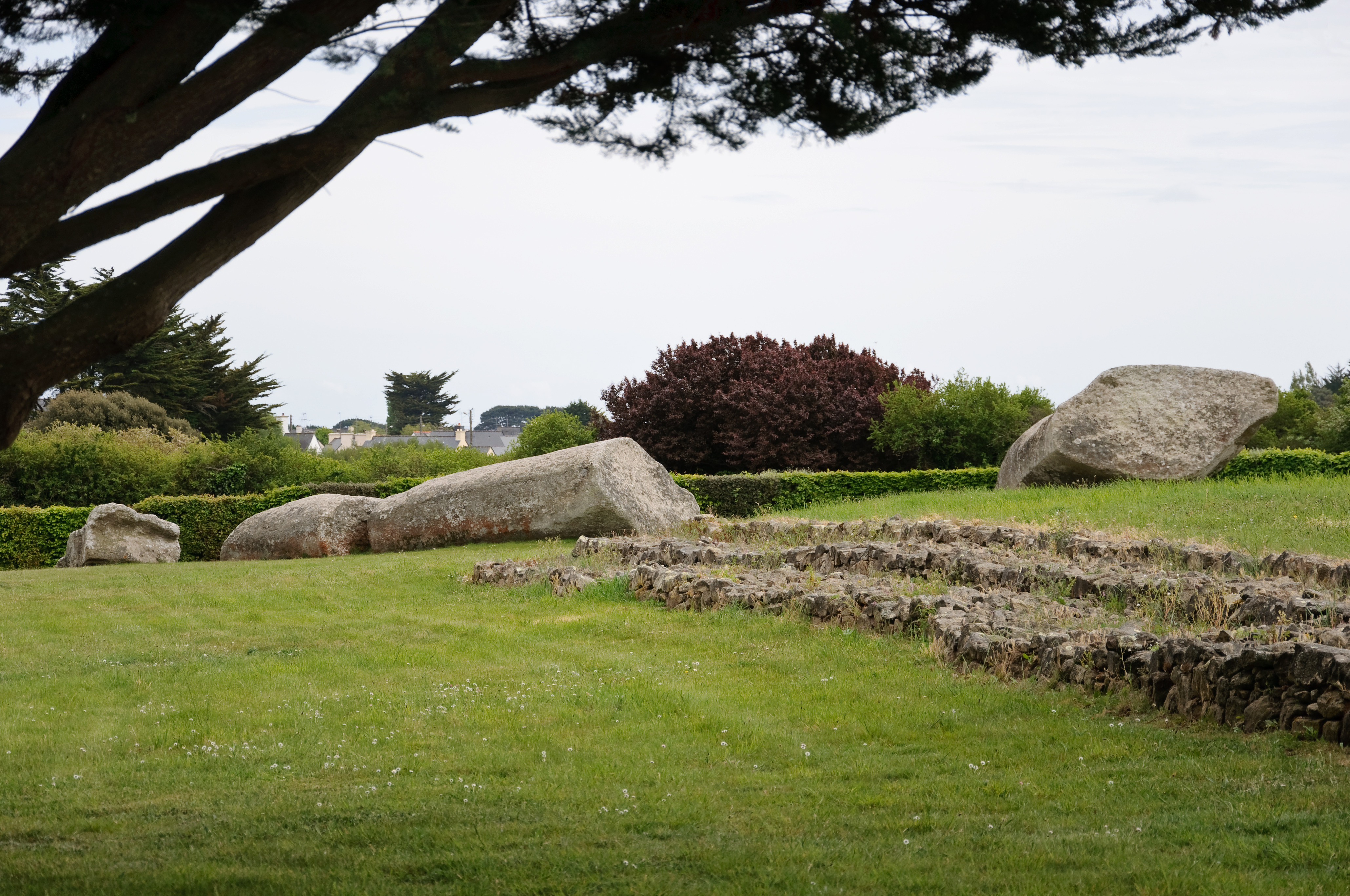
Grand Menhir – Gesamtansicht
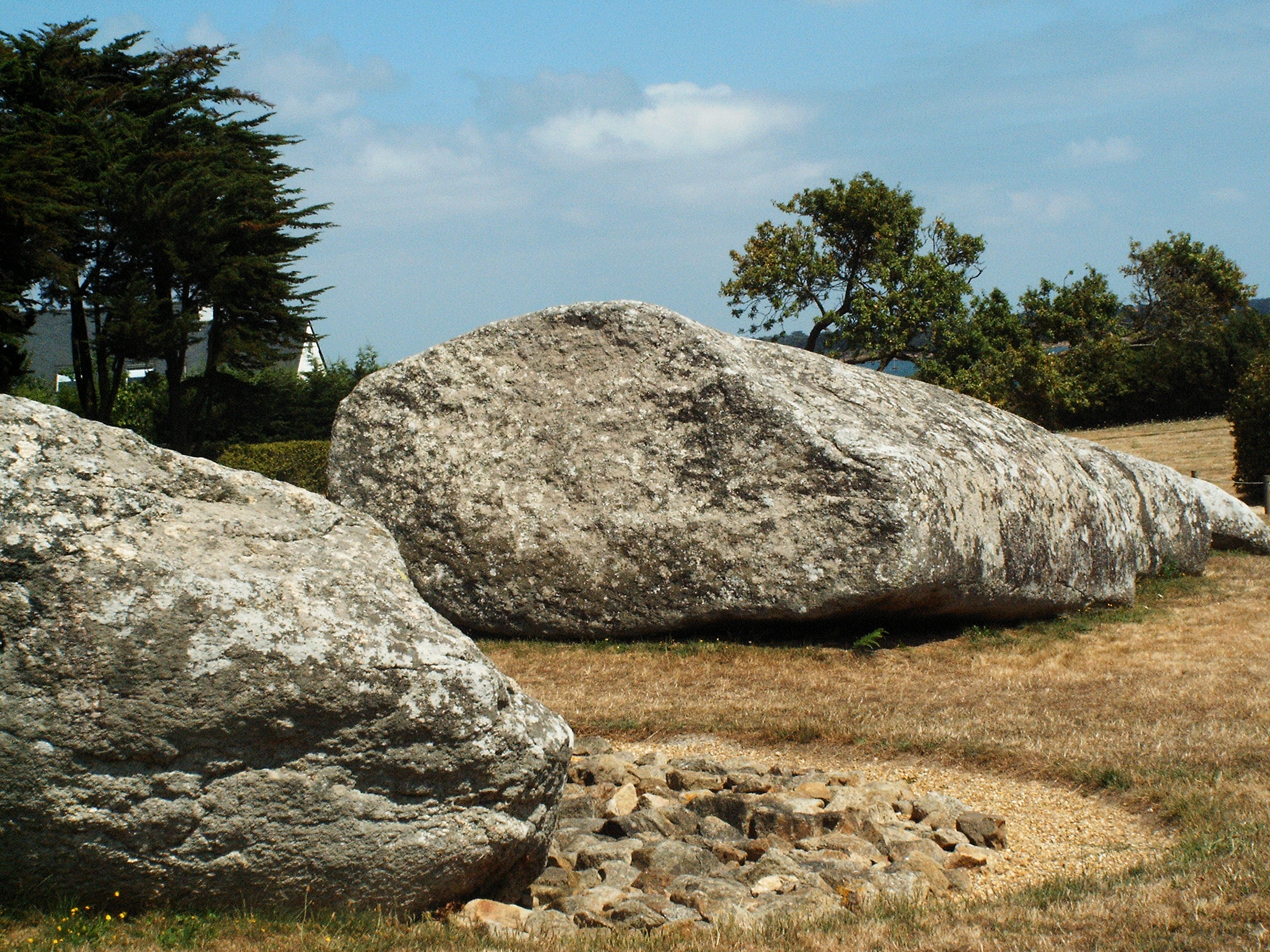
Grand Menhir – Teilansicht Bruchstelle
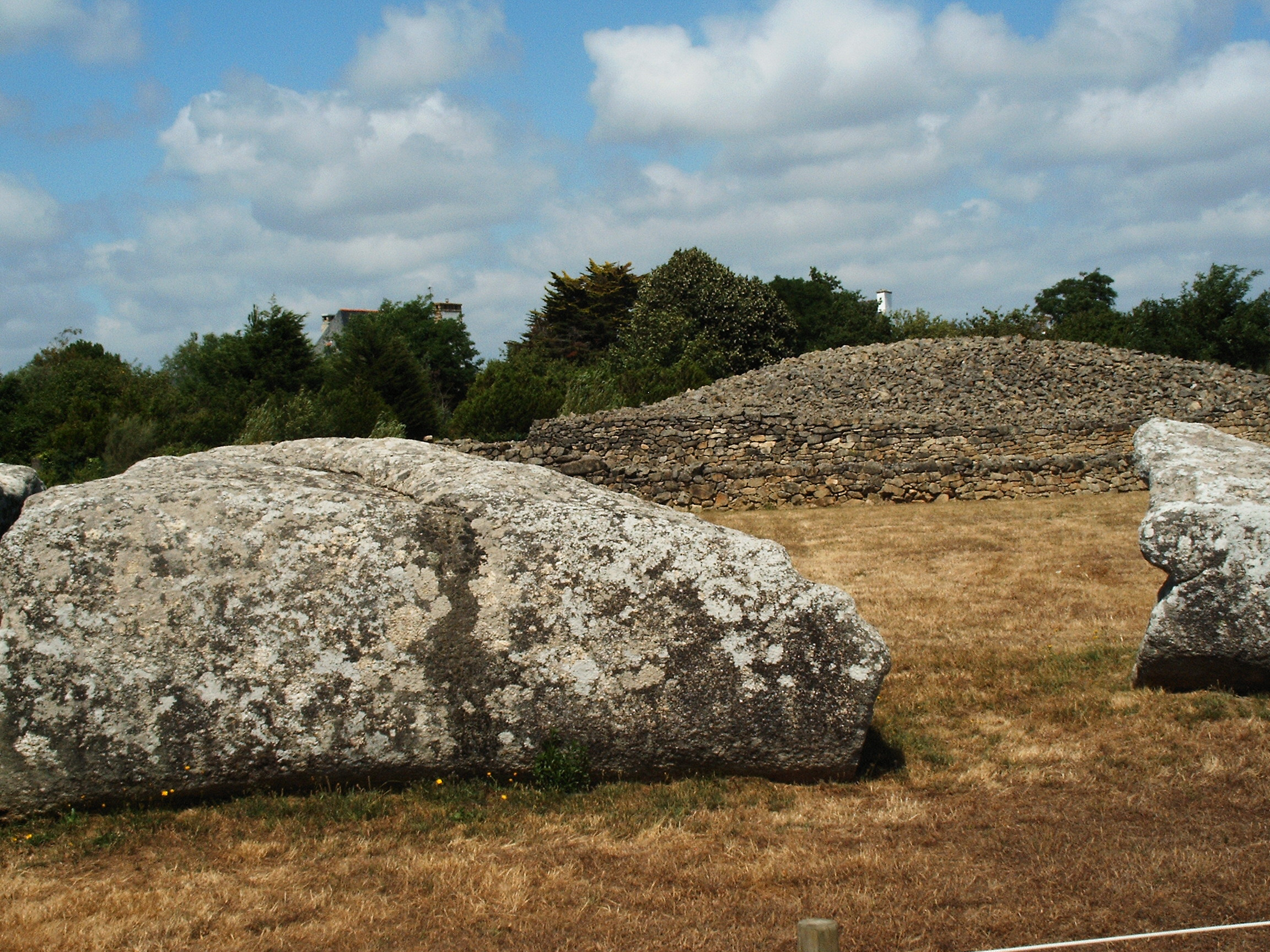
Grand Menhir und rekonstruierter Hügel der Table des Marchand
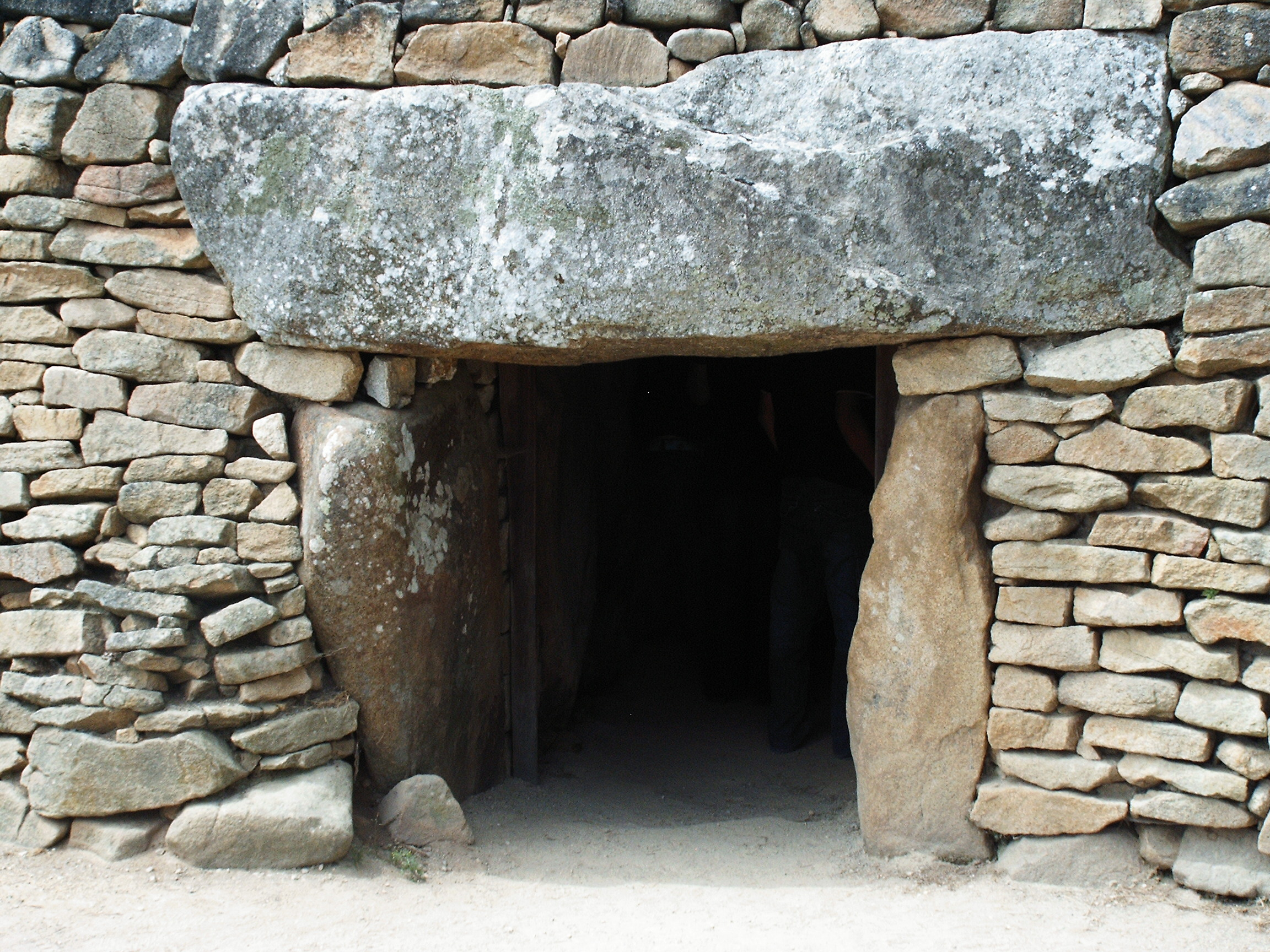
Table des Marchand – Eingang mit rekonstruiertem Trilithenportal
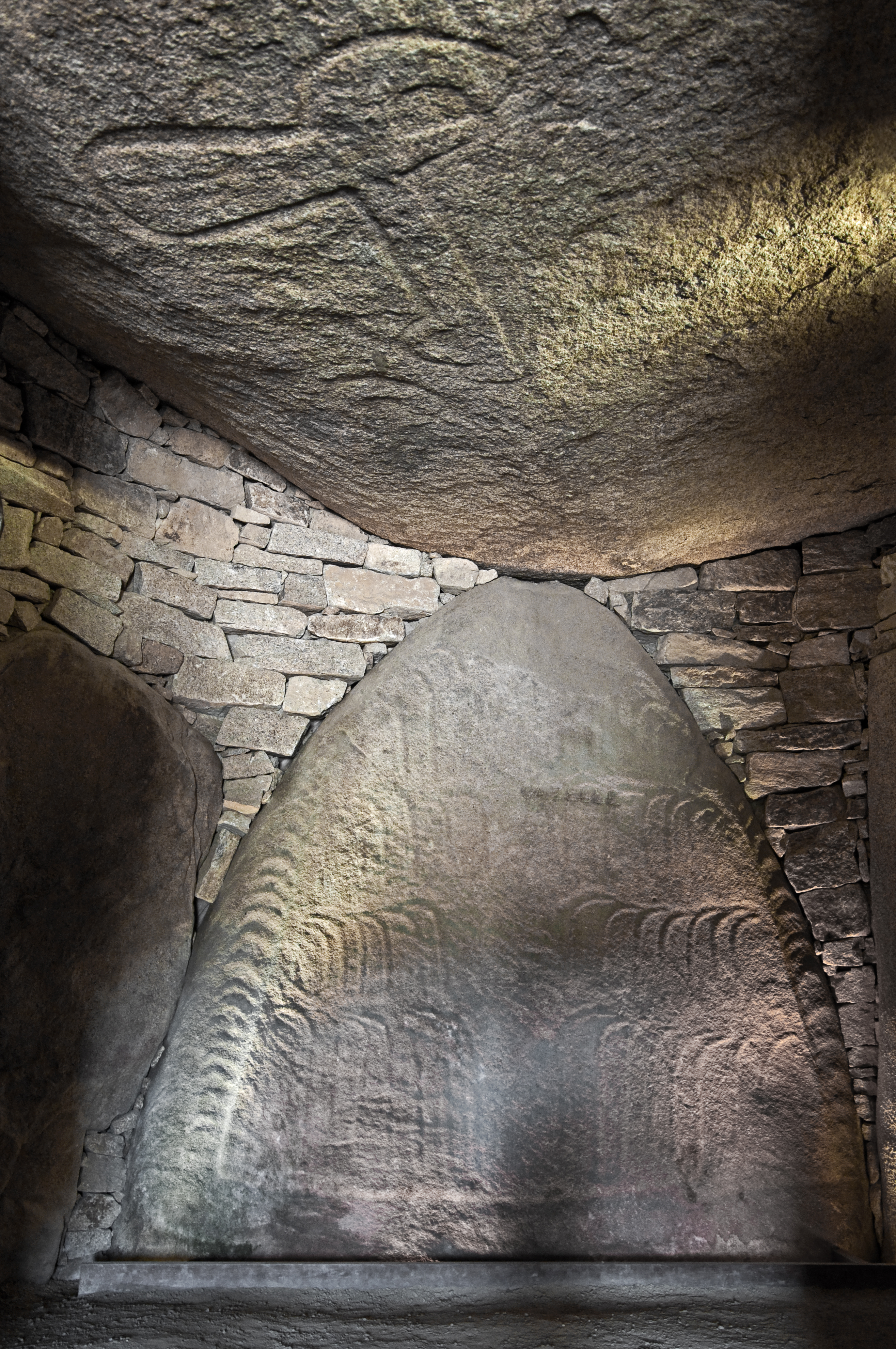
Table des Marchand – Innenansicht inkl. Teilrekonstruktion
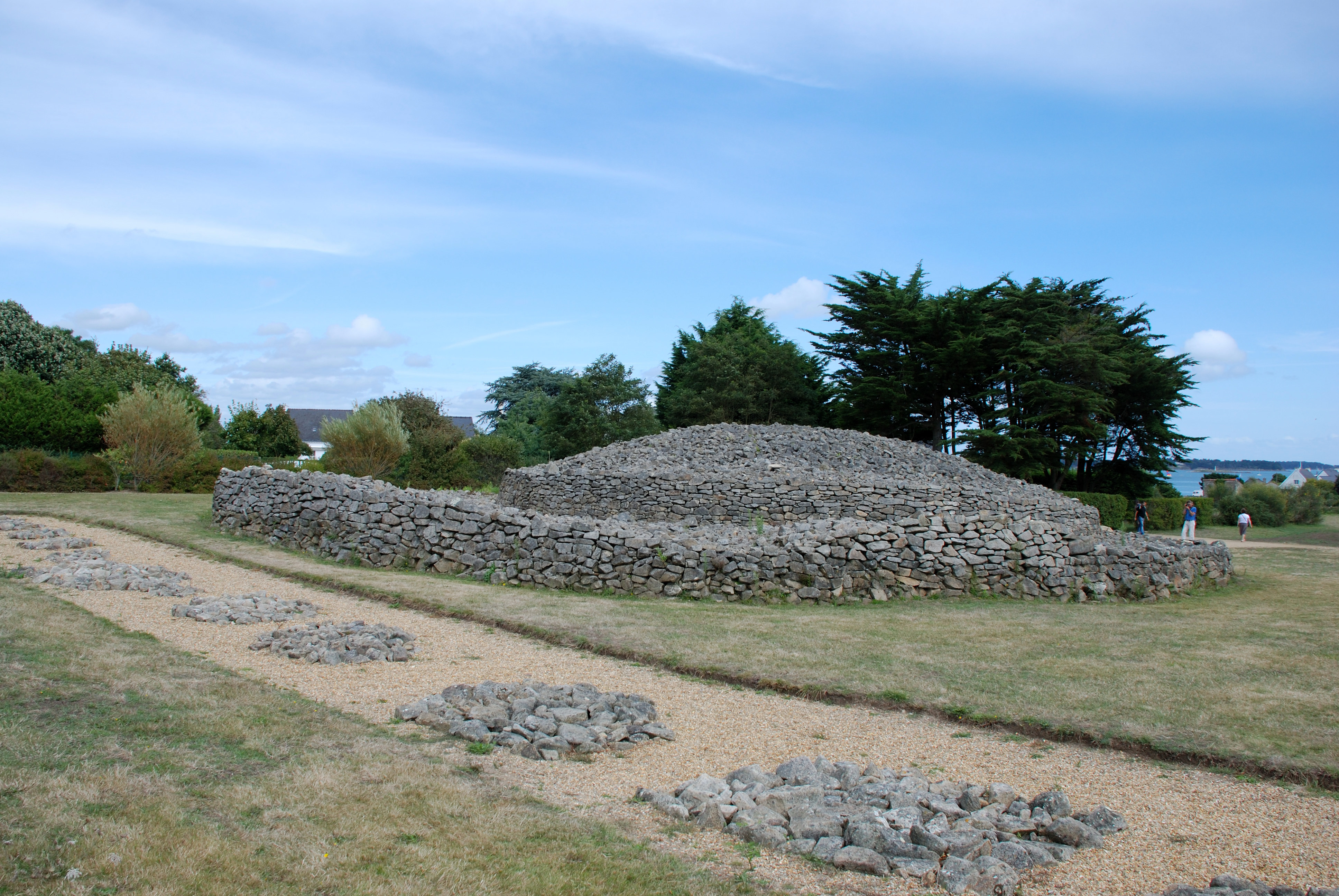
Restaurierter Cairn der Table des Marchand und Bodenmarkierungen einer Menhirallee.
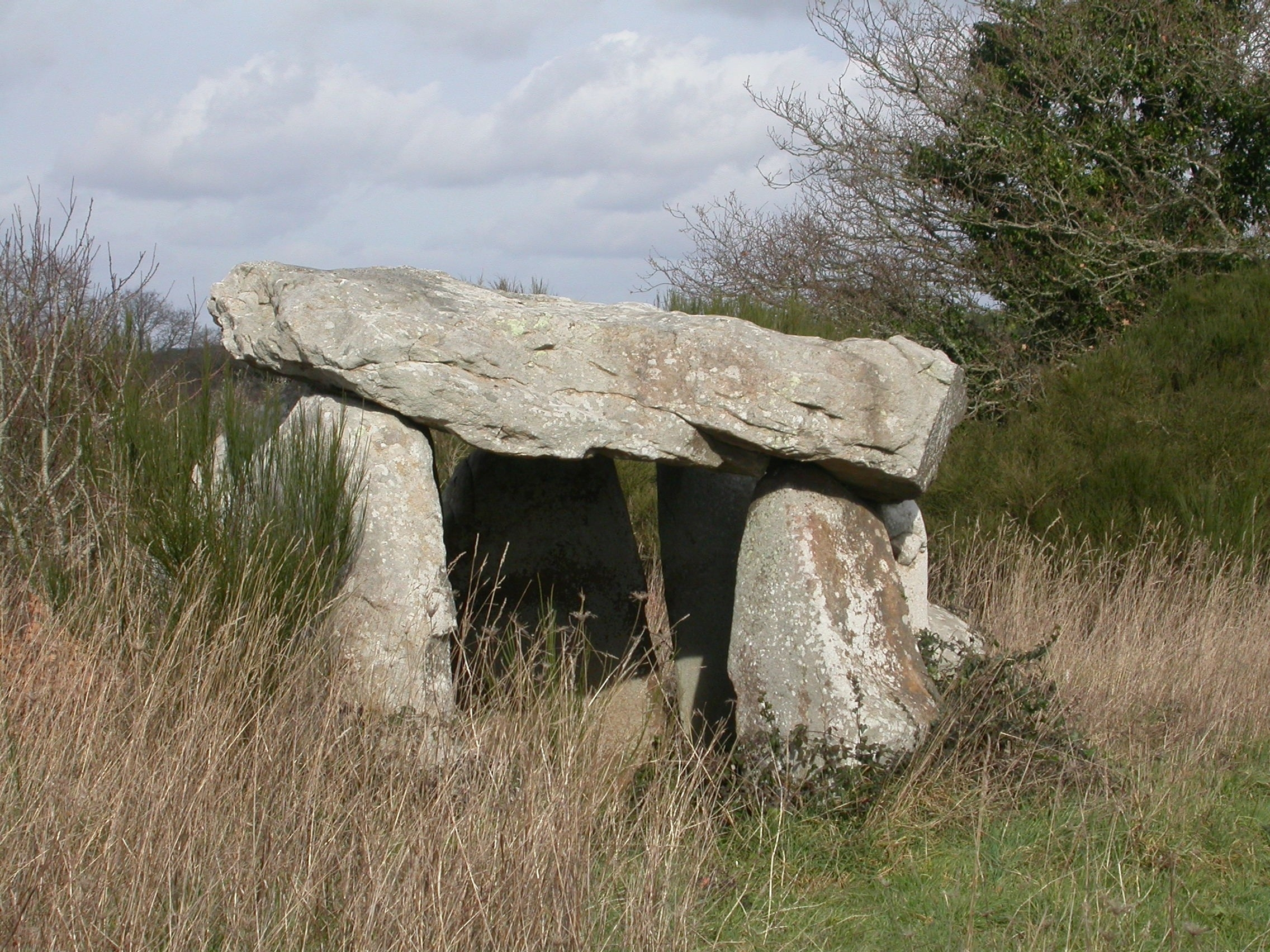
Dolmen von Kercadoret Frontseite
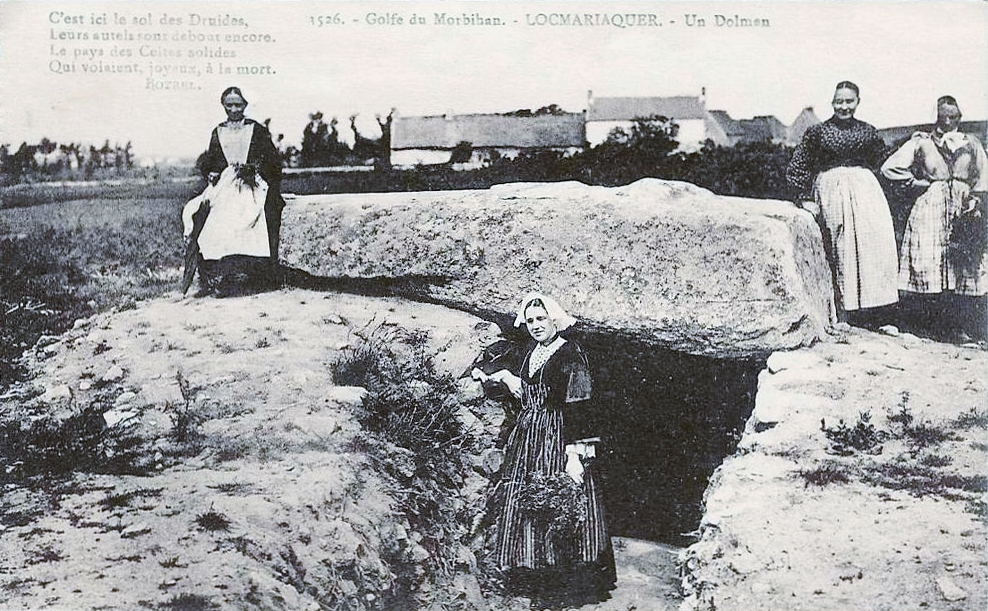
Dolmen des Druides

## Personen, die mit Locmariaquer verbunden sind
- Anne-Claire Coudray: Französische Journalistin und Fernsehmoderatorin, geboren in Rennes. Einen Teil ihrer Kindheit verbrachte sie in Locmariaquer, wo ihre Großeltern mütterlicherseits geboren wurden.